# Oulad Mtaa
Oulad Mtaa (en àrab أولاد امطاع, Ūlād Imṭāʿ; en amazic ⵡⵍⴰⴷ ⵎⵟⴰⵄ) és una comuna rural de la província d'Al Haouz, a la regió de Marràqueix-Safi, al Marroc. Segons el cens de 2014 tenia una població total de 6.937 persones.